# Daniel Johnston

"Jeremiah, the Frog"
(teckning av Daniel Johnston).

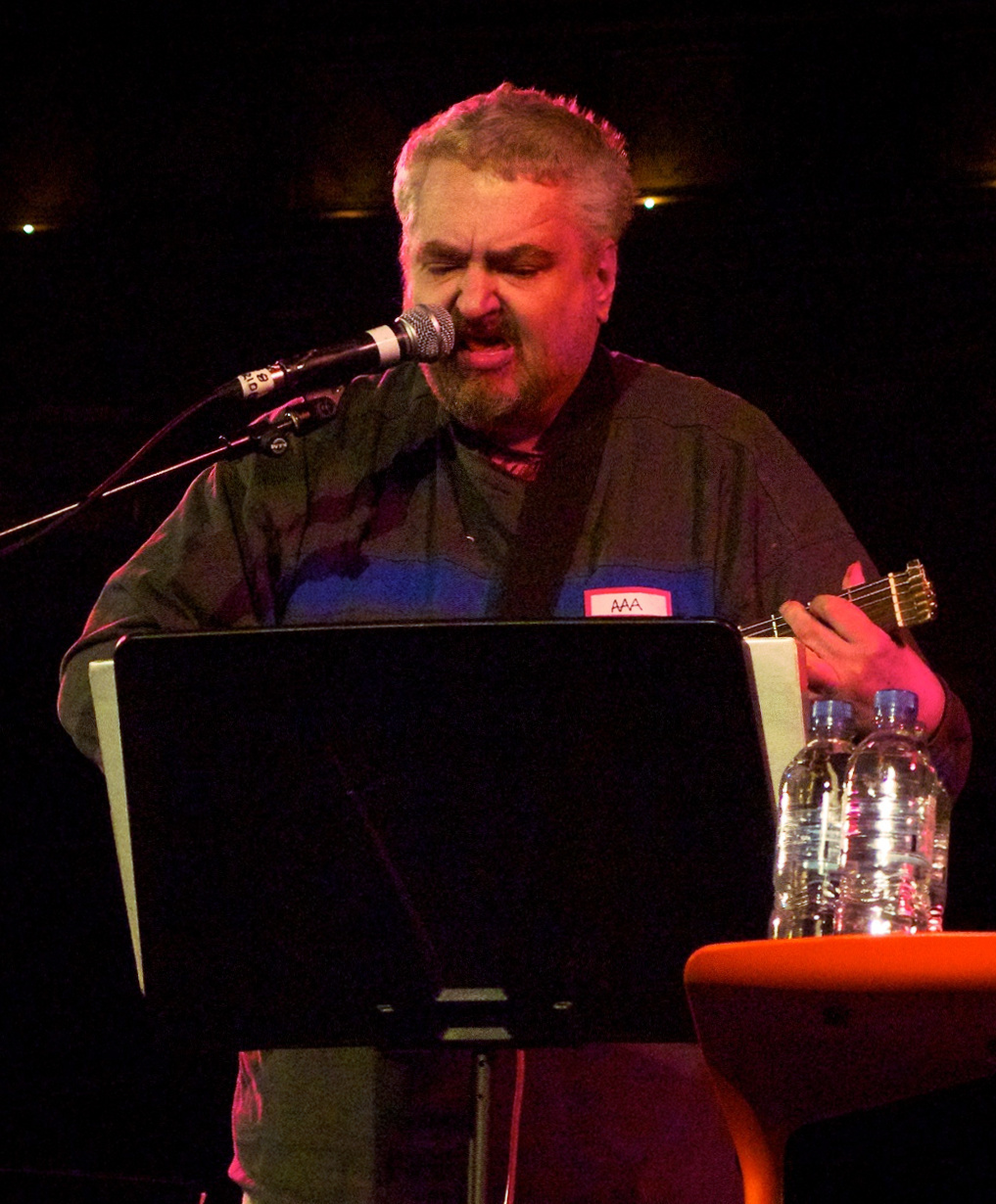
Daniel Johnston 2012.

Daniel Dale Johnston, född 22 januari 1961 i Sacramento i Kalifornien, död 11 september 2019 i Waller i Texas, var en amerikansk sångare och låtskrivare, som på 1980-talet blev känd för sina kassetter med heminspelade sånger i låg inspelningskvalitet.
Johnstons sånger är ofta smärtsamt direkta och självbiografiska. Vissa teman återkommer gång på gång, speciellt hans obesvarade kärlek till en kvinna vid namn Laurie Allen. Han ritade och målade även sina omslag, och led av svår bipolär sjukdom samt schizofreni. Dokumentären The Devil and Daniel Johnston från 2006 handlar om Johnstons liv och musik.
Personer som har uttryckt sin uppskattning för Johnston är bland annat David Bowie, Sonic Youth, Matt Groening, och Kurt Cobain, som ofta bar en t-shirt med en teckning av Johnston och texten "Hi, How are you?". 

## Diskografi (urval)
Studioalbum (solo)
- 1981 – Songs of Pain
- 1982 – Don't Be Scared
- 1983 – The What of Whom
- 1983 – More Songs of Pain
- 1983 – Yip/Jump Music
- 1983 – Hi, How Are You
- 1983 – Retired Boxer
- 1985 – Respect
- 1985 – Continued Story
- 1988 – Merry Christmas
- 1990 – 1990
- 1991 – Artistic Vice
- 1994 – Fun
- 1994 – Please Don't Feed the Ego
- 1999 – Rejected
- 2001 – Rejected Unknown
- 2006 – Lost and Found
- 2008 – December Blues
- 2009 – Is And Always Was

Livealbum
- 1990 – Live at SXSW
- 1992 – Frankenstein Love
- 1999 – Why Me?
- 2000 – Live in Berlin
- 2008 – Live in Japan

Samlingsalbum
- 1987 – The Lost Recordings
- 1987 – The Lost Recordings II
- 2003 – The Early Recordings of Daniel Johnston Volume 1
- 2006 – Welcome to My World
- 2004 – White Magic: From The Cassette Archives 1979–1989
- 2012 – Space Ducks

Album med Danny and the Nightmares
- 1999 – Danny and the Nightmares
- 2003 – The End Is Near Again
- 2005 – Freak Brain
- 2007 – The Death of Satan

Samarbeten
- 1989 – It's Spooky (tillsammans med Jad Fair)
- 2001 – Somewhat Humorous  (tillsammans med Jad Fair och Chris Bultman, som The Lucky Sperms)
- 2004 – The Late Great Daniel Johnston: Discovered Covered (hyllningsalbum, div. artister)
- 2003 – Fear Yourself (LP tillsammans med Mark Linkous)
- 2009 – Beam Me Up! (tillsammans med Beam)